# Tryphon scapulator
Tryphon scapulator är en stekelart som beskrevs av Schiodte 1839. Tryphon scapulator ingår i släktet Tryphon och familjen brokparasitsteklar. Inga underarter finns listade i Catalogue of Life.